# Kristin Normand
Kirstin Normand (Toronto, 10 de junho de 1974) é uma nadadora sincronizada canadiana, medalhista olímpica.

## Carreira
Kirstin Normand representou seu país nos Jogos Olímpicos de 2000, ganhando a medalha de bronze em Sydney 2000, com a equipe canadense. 